# Serie A 1935 (pallapugno)
La Serie A di pallapugno 1935 si svolse nel 1934: al torneo parteciparono tre società sportive piemontesi.

## Formula
Sono stati reperiti esclusivamente i dati relativi alla finale.

## Squadre partecipanti
Parteciparono al torneo sei società sportive provenienti dal Piemonte.
| Squadra | Provenienza | Campionati di Serie A | Risultato 1934 |
| ------- | ----------- | --------------------- | -------------- |
| Alba    | Piemonte    | 7                     | 5° in Serie A  |
| Canelli | Piemonte    | Esordio               | -              |
| Torino  | Piemonte    | 7                     |                |

## Formazioni
| Squadra | Battitore     | Spalla    | Terzini                                     |
| ------- | ------------- | --------- | ------------------------------------------- |
| Alba    | Paolo Rossi   | Trinchero | Dellavalle, Isnardi                         |
| Canelli | Augusto Manzo | Bonino    | Giuseppe Manzo, Angelo Manzo, Tommaso Manzo |
| Torino  | ?             | ?         | ?                                           |

## Torneo

### Finale
| ? | Canelli - Alba | 11 - 3 |

## Verdetti
- Canelli Campione d'Italia 1935 (1º titolo)